# Winchester Model 1890
O Winchester Model 1890 é um rifle de repetição por ação de bombeamento produzido pela Winchester Repeating Arms Company no final do século XIX e início do século XX.

## Histórico e projeto
No final da década de 1880, a Winchester Repeating Arms Company pediu a John Browning para projetar uma substituição para o "Model 1873", uma vez que a versão de fogo circular do Model 1873 nunca alcançou grande popularidade. Em 26 de junho de 1888, uma patente para o novo design foi emitida para John e Matthew Browning. Sob esta patente, a Winchester criou o segundo rifle .22 de repetição por ação de bombeamento já desenvolvido e fabricado com sucesso, sendo muito semelhante à "Colt Lightning Carbine".
O Model 1890 provou ser o rifle de fogo circular de repetição de maior sucesso para o tiro geral já fabricado pela Winchester. Aproximadamente 849.000 rifles Model 1890 foram produzidos entre 1890 e 1932, após o que, foi substituído pelo "Winchester Model 62". A limpeza final do estoque disponível foi concluída em 1941.
Por muitos anos, o Model 1890 foi considerado o padrão para uso em estandes de tiro, daí seu apelido de "gallery gun".

## Projeto e características
O Model 1890 era um rifle de ejeção automática por ação de bombeamento com um carregador tubular de 18 in (45,7 cm) sob o cano. Ele tinha um cano octogonal de 24 in (61,0 cm), tamanho total de 40,4 in (103 cm), uma coronha de nogueira simples e um peso total de aproximadamente 6 lb (2,72 kg).
Cartuchos para o rifle incluem: o .22 Short, o .22 Long, .22 Long Rifle e o .22 Winchester Rimfire. O Model 1890 só alimentava o cartucho específico para cada variante (por exemplo, um Modelo 1890 estampado ".22 Short" no cano não alimentava um .22 Long, .22 Long Rifle ou .22 WRF; apesar de haver outros 1890s com câmaras para esses cartuchos). A versão para o .22 Long Rifle foi adicionada em 1919.
Coronhas com "empunhadura de pistola" estavam disponíveis em versões posteriores.

## Variantes

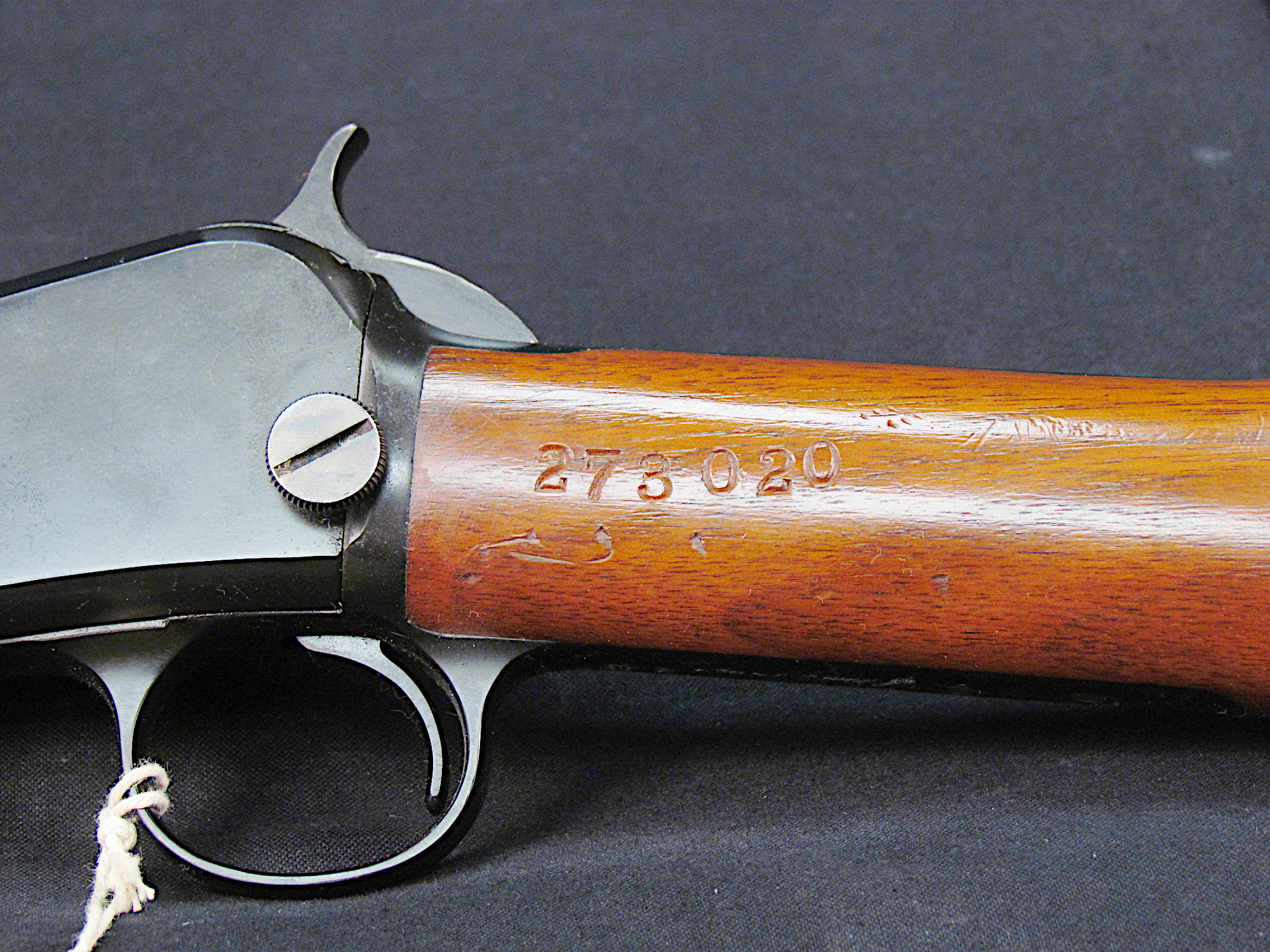
Close do receptor e do cão de um Winchester Model 1890.

Essas foram as variantes do Model 1890:
- "First Model" - estrutura sólida, com um receptor de aço endurecido e uma mira traseira fixa. Aproximadamente 15.000 deles foram produzidos entre 1890 e 1892.[9]
- "Second Model" - estrutura "takedown". Ele também tinha um receptor reforçado, mas tinha mira traseira ajustável. Em agosto de 1901, o receptor foi alterado para uma versão azulada. Aproximadamente 100.000 rifles second model foram produzidos com receptores reforçados e 200.000 com receptores azulados.[9] Uma versão "deluxe" foi oferecida, que apresentava uma coronha de nogueira zigrinada disponível com empunhadura reta ou do tipo "pistola" além de ranhuras no guarda-mão que aciona o mecanismo de ação de bombeamento.[9]
- "Third Model" - estrutura "takedown" Tinha acabamento azulado. Distingue-se dos anteriores por um recorte feito na parte superior frontal do receptor para permitir que a base da culatra trave externamente. Uma versão "Deluxe" também estava disponível com coronha zigrinada e empunhadura de pistola opcionais. Cerca de 500.000 rifles third model foram produzidos.[9]